# Шмалькальденський союз

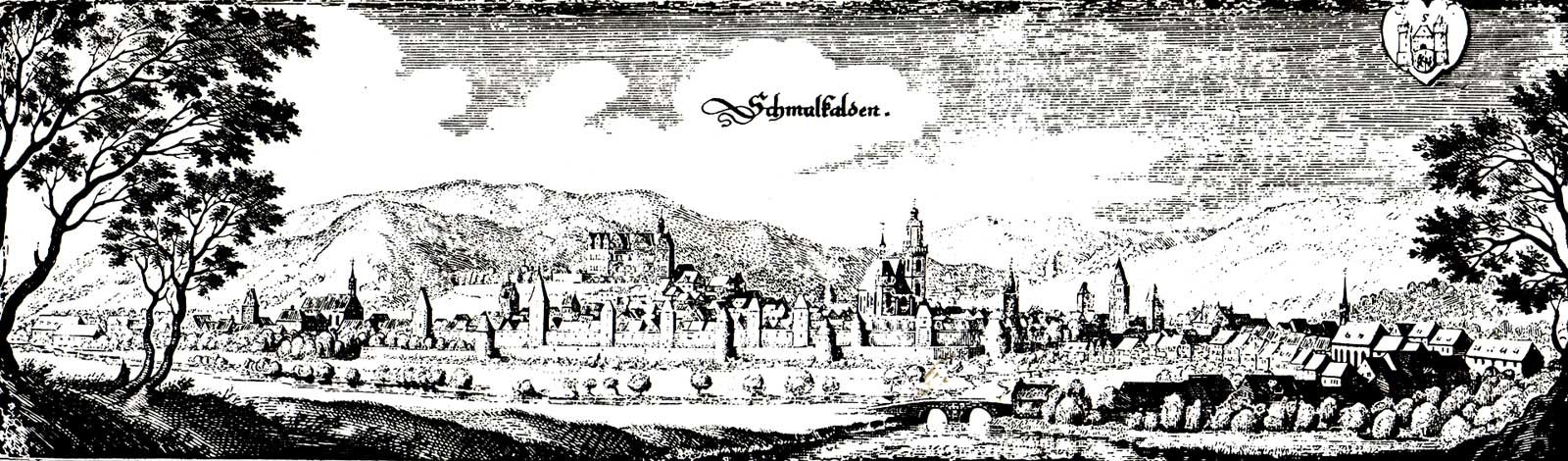
Гравюра із зображенням Шмалькальдена — місця створення союзу

Шмалька́льденський сою́з (нім. Schmalkaldischer Bund), також Шмалька́льденська ліга — оборонний союз, укладений 27 лютого 1531 року німецькими протестантськими князями й містами на чолі з Саксонією й Гессеном у гессенському Шмалькальдені й спрямований проти релігійної політики імператора Карла V.
У наступні роки Шмалькальденський союз послідовно нарощував свою міць, приймаючи до своїх лав нових членів. Однак внутрішні протиріччя, що виникли починаючи з 1542 року, підірвали його оборонні можливості. Й у 1546 році Карлу V вдалось в ході Шмалькальденської війни завдати вирішального удару по військах союзу.

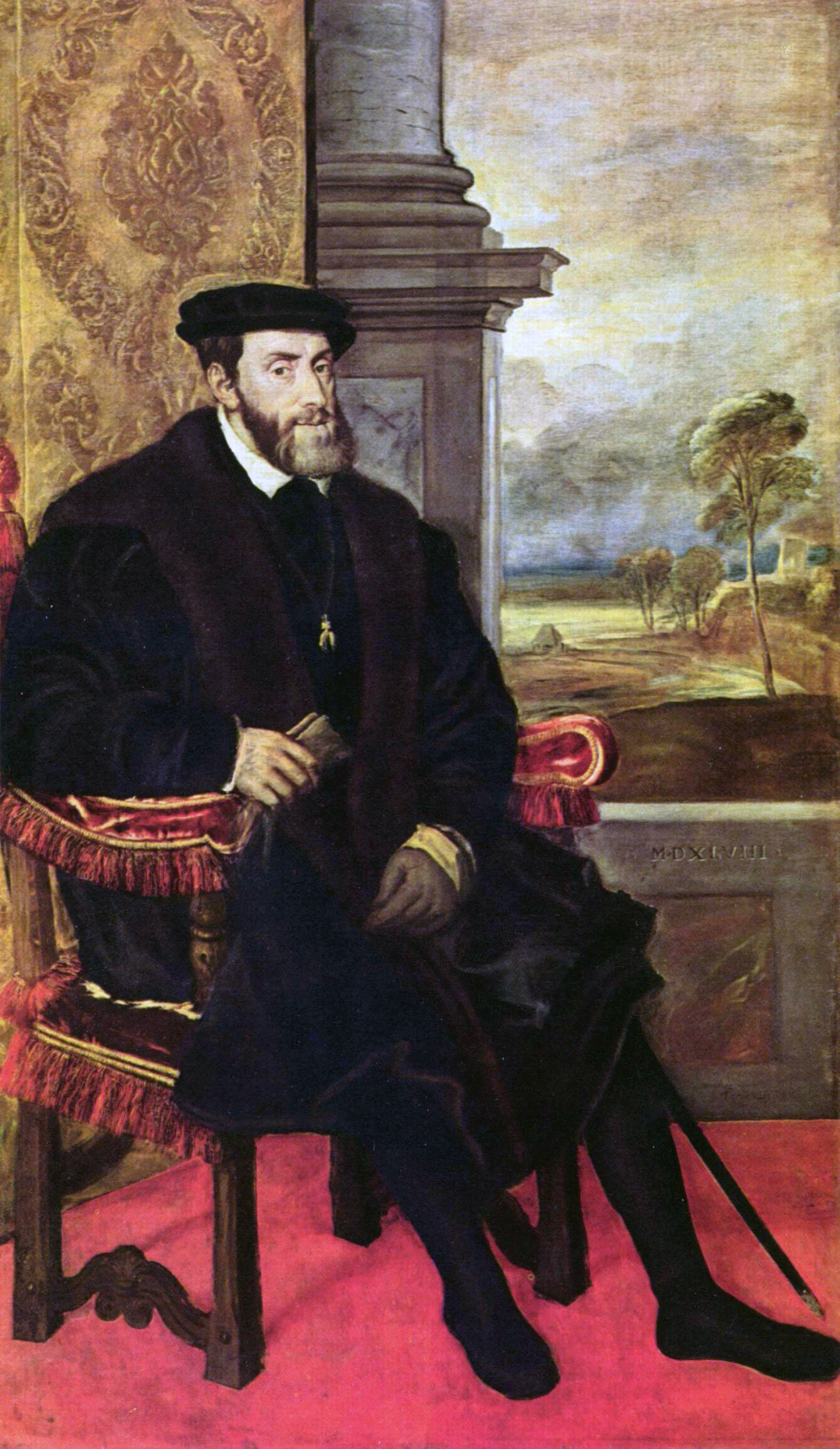
Імператор Священної Римської імперії Карл V. Портрет роботи Тиціана, Стара пінакотека

## Передісторія
Після того, як у 1530 році Карл V на рейхстазі в Аугсбурзі відхилив Аугсбурзьке сповідання, лютеранським імперським станам, що не підкорились імператору, загрожувала імперська екзекуція за спробу порушення Земського миру. Ще у вересні 1530 року чулись перші голоси, що закликали об’єднатись всіх протестантських князів та імперські міста.
Таке об’єднання за своєю суттю було спрямовано проти законного імператора Священної Римської імперії, тому з новою силою розгорілись суперечки щодо права на активний опір главі імперії. Висновки теологів та юристів базувались на тому, що імператор був главою усієї світської влади й таким чином всі князі мали безумовно йому підкорятись; а той, хто йому чинив опір, чинить спротив встановленому Богом порядку.
Однак, політична ситуація, що склалась на рейхстазі, вимагала найшвидшого вирішення, тому на перемовинах в Торгау наприкінці жовтня 1530 року Лютер та інші мислителі погодились із аргументами юристів, відповідно до яких право на збройний опір імператору виникає у разі порушення ним положень конституції.

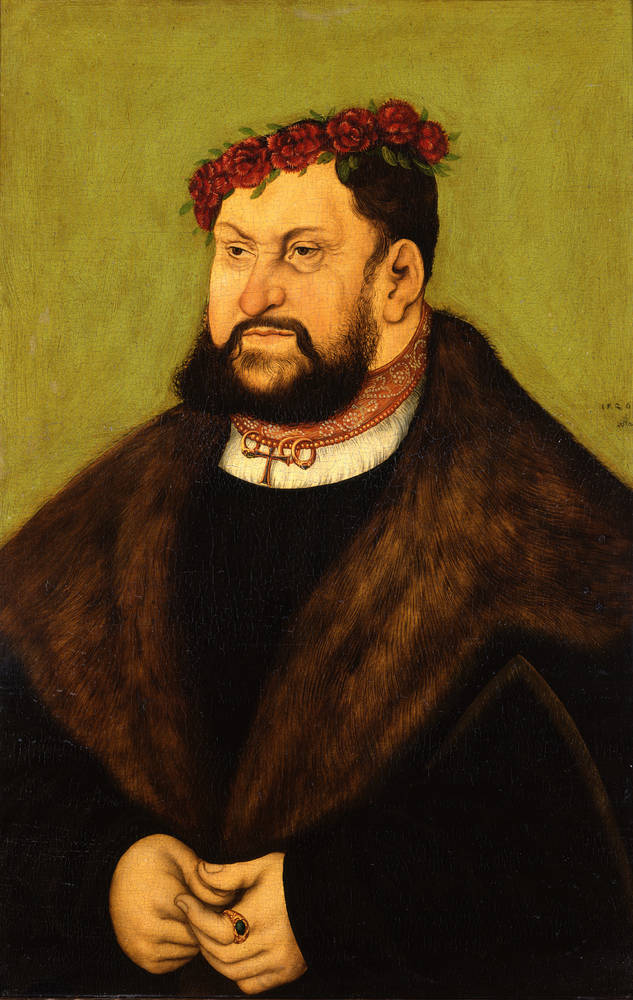
Іоанн Твердий — один з очільників союзу

## Виникнення союзу
22 грудня 1530 року курфюрст Саксонії Іоанн Твердий зібрав у Шмалькальдені представників протестантських міст і земель для того, щоб обговорити намір Карла V обрати свого брата, Фердинанда, королем римлян, а також майбутні процеси в камеральному суді проти лютеранських князів та міст. Ці наради в Шмалькальдені переросли в перемовини про об’єднання. 31 грудня учасники перемовин домовились про взаємну підтримку один одного в разі, якщо камеральний суд почне процес проти одного з них.
Офіційне підписання угоди сталось 27 лютого 1531 року. Під нею поставили свої підписи ландграф Філіп I Гессенський, курфюрст Іоанн Саксонський, герцог Філіп Брауншвейг-Грубенхагенський, герцог Ернст Брауншвейг-Люнебурзький, князь Вольфганг Ангальт-Кетенський, граф Ербахський, а також три нижньонімецьких та 8 верхньонімецьких імперських міст.
Створений в результаті угоди воєнний Шмалькальденський союз мав виключно оборонний характер, що зобов’язував його членів надавати один одному взаємодопомогу у разі нападу католицьких сил. Однак це положення в союзній угоді було сформульовано недостатньо визначено: напад «з релігійних мотивів». Первинно союзницькі зобов’язання встановлювались терміном на 6 років, однак вже у 1535 році угоду було продовжено на наступні 12 років. Керівництво союзом фактично було покладено на Саксонію і Гессен — провідні протестантські князівства того часу.

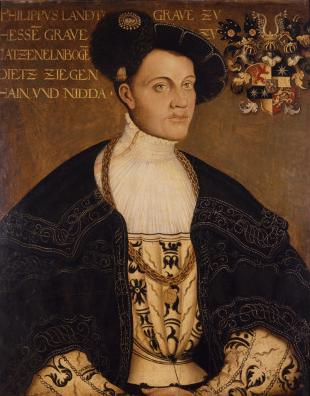
Філіп Гессенський — один з очільників союзу

## Перетворення союзу на грізну силу
Подальше швидке розширення Шмалькальденського союзу було зумовлено, перед усім, причинами зовнішньополітичного характеру. 11 жовтня 1531 року в ході Другої каппельської війни загинув швейцарський реформатор Ульріх Цвінглі. Південнонімецькі імперські міста, що перебували під впливом його вчення, в результаті втратили свої релігійні та політичні орієнтири. Єдиною можливістю протистояти католицькому імператору було приєднання до Шмалькальденского союзу.
Імператор та його майбутній наступник Фердинанд не мали на той час можливості боротись із союзом ані політичними, ані воєнними методами, оскільки всі сили, що були в їхньому розпорядженні, були направлені на війну з турками. Фінансова й воєнна допомога союзу у війні з турками була отримана ціною так званого Нюрнберзького релігійного миру, підписаного 23 липня 1532 року. Він вперше надав різним віросповіданням (нехай і на короткий час) юридичні і мирні гарантії стосовно конфесійного майна.
У 1533 році союз ухвалив «Конституцію невідкладної допомоги й оборони» і призначив керівниками союзу й командувачами союзних військ курфюрста Саксонії Іоганна-Фрідріха Саксонського та ландграфа Філіпа Гессенського.
Показником сили союзу стало повернення герцогу Ульріху Вюртемберзькому наступного року його герцогства. Він був вигнаний з нього 1519 року за напад на імперське місто Ройтлінген і герцогство залишалось з  тих пір під управлінням Габсбургів. Після перемоги за допомогою Гессену в битві під Лойффеном й повернення герцогства, Ульріх негайно ввів лютеранство та приєднався до союзу. Повернення його на престол означало значне посилення позицій протестантів на південному заході імперії. Одночасно зближення між теологічними позиціями Лютера й Цвінглі у питаннях причастя полегшило вступ до союзу багатьом протестантським імперським містам.
У 1535 році із прийняттям «конституції опору» союз значно посилив свій військовий потенціал. Союз слів мав перетворитись на союз дій, так сказав про союз саксонський курфюрст. З 1536 по 1542 роки Шамлькальденський союз працював дуже ефективно й перебував у зеніті своєї могутності. Поряд із оборонними питаннями союз формулював також політичні вимоги, такі як вільний вибір віросповідання князями та заснування власних церков.
Окрім того, союз став важливим партнером із ведення перемовин в імперії та на європейській арені. Папа й імператор намагались усунути теологічні розбіжності між протестантом і католиком шляхом ведення перемовин на релігійні теми. В той же час інші європейські держави (наприклад, Франція) намагались привабити союз до антигабсбурзької коаліції. Імператор Карл V був втягнутий у цей час до війни в Італії.

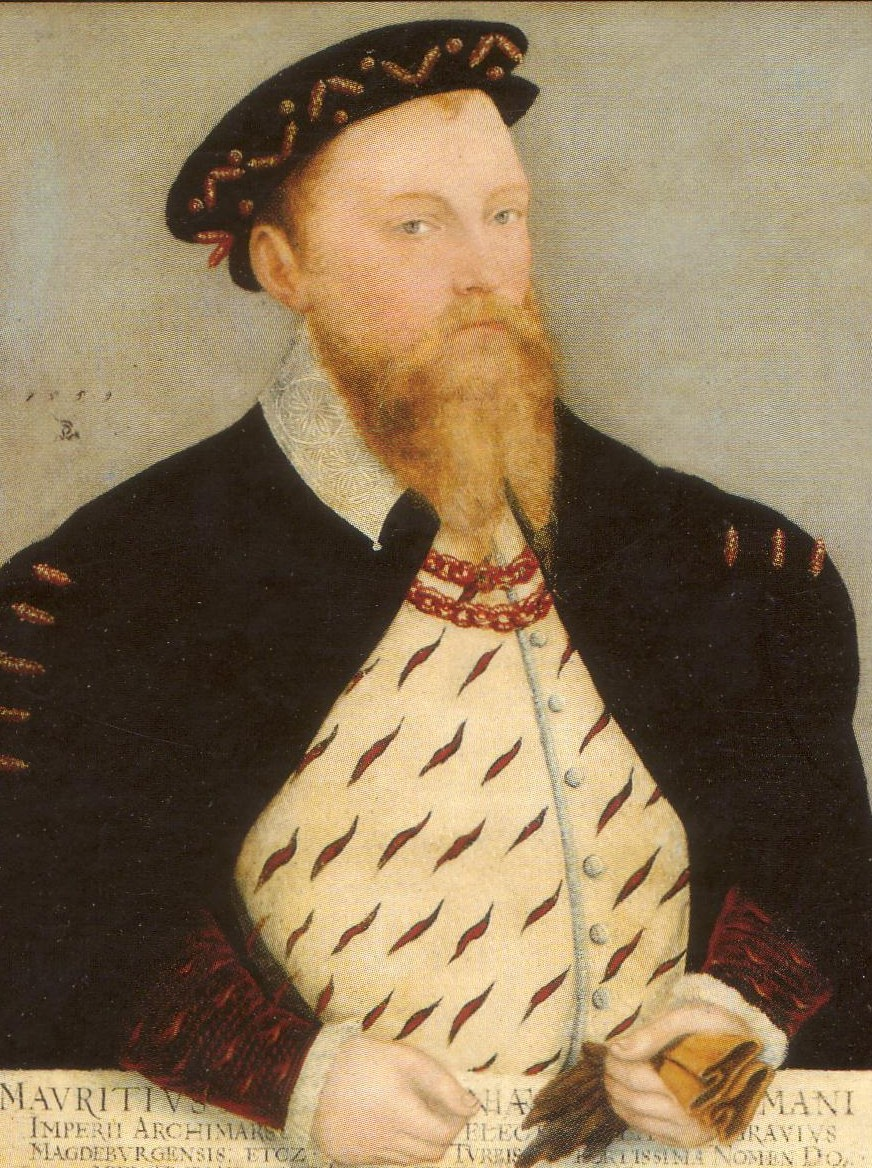
Моріц Саксонський

Створена у 1538 році як противага Шмалькальденському союзу Католицька ліга лишалась невпливовою та у 1545 році фактично розпалась.

## Криза союзу
З 1540-их років стало все складніше долати протиріччя всередині союзу. Перед усім, план Іоганна Фрідріха перетворити створений спочатку як чистий оборонний союз на наступальний антигабсбурзький союз зустрічав все більшого опору. Дрібні члени союзу остерігались, що це може стати початком тривалого розколу імперії.
Також члени союзу так і не змогли подолати розбіжності між лютеранською та кальвіністською конфесіями всередині своїх лав, незважаючи на їх теологічну близькість. Шмалькальденський союз створювався в першу чергу як лютеранський союз, в якому кальвіністські члени союзу ніколи не сприймались за рівних.
Союз був до того ж послаблений скандальним двоєженством одного з його лідерів — Філіпа Гессенського. Щоб уникнути покарання за двоєженство Філіп змушений був піти на поступки під час укладення у 1541 році з імператором Карлом V Регенсбурзької угоди, який попередив прийняття Франції, Англії й Клеве до Шмалькальденського союзу. Окрім того, такою своєю поведінкою він пригнічував багатьох членів союзу, що відзначались більш високими моральними принципами.
Вирішальний поворот настав, коли обидва предводителя союзу влітку 1542 року використали його воєнний потенціал, щоб вигнати герцога Генріха Брауншвейг-Вольфенбюттельського з його володінь. Герцог був відданим прихильником партії імператора й рішучим супротивником реформації. Він володів однією з небагатьох католицьких областей у Північній Німеччині й був активним членом заснованого 1538 року католицького князівського союзу — Ліги. Генріх вже довгий час погрожував захопити володіння двох членів союзу Гослар і Брауншвейг. Однак превентивний удар Шмалькальденського союзу, що призвів до вигнання герцога, ніяким чином не був підкріплений статутом союзу. Тому багато членів союзу говорили про поведінку, що суперечила статуту союзу, й були упевнені, що ці дії рано чи пізно спричинять дії імператора у відповідь.
Також інші рішення наштовхувались на опір всередині союзу. Наприклад, союз підтримав спробу перетворення Куркельна на світське, протестантське герцогство. Це було прямим викликом імператору й католицьким імперським станам, оскільки перехід Кельна в протестантство перерозподілив би стосунки всередині курфюрстської ради на користь протестантства. Багатьом членам союзу така політика відкритої конфронтації здавалась надто ризикованою.
Тому з 1542 року ефективна робота Шмалькальденського союзу була паралізована, й хоча він продовжував існувати формально, фактично ж припинив діяльність.

Карл V у битві під Мюльбергом

## Розгром союзу
У 1546 році для імператора Карла склались сприятливі умови для розгрому Шмалькальденського союзу: нейтралітет європейських держав було гарантовано. Особливо важливим був той факт, що Франція не представляла після миру в Крепі 1544 року жодної небезпеки. Після тривалих перемовин між імператором і папою Павлом III останній погодився фінансувати війну проти Шмалькальденського союзу.
Окрім того, імператору вдалось вбити клин у єдність протестантських князів. Герцог Моріц Саксонський, глава Альбертинської лінії саксонських герцогів, жив у постійній ворожнечі з двоюрідним братом з Ернестинської лінії — курфюрстом Іоганном-Фрідріхом Саксонським. В укладеній 14 жовтня 1546 року Паризькій угоді Карлу V вдалось привабити на свій бік Моріца обіцянкою передати йому звання курфюрста. Карл V зумів також заручитись підтримкою частини північнонімецької знаті, пообіцявши їм вигідні умови.
Формальним приводом для початку воєнних дій було приведення у виконання імперської опали стосовно Гессену й Саксонії. Її було накладено на обох лідерів союзу, оскільки вони захопили (дія, що викликала багато суперечок всередині союзу) Брауншвейг-Вольфенбюттель. Цією легальною дією імператор сподівався залучити на свій бік інших протестантських князів та імперські міста.
У 1546 році імператорські війська в союзі з Баварією без особливого опору захопили майже всі протестантські області у південній Німеччині. Герцог Моріц у той самий час напав на Саксонію, відволікаючи її війська від бойових дій на півдні. За рік саксонці були вщент розбиті під Мюльбергом.
Щоб запобігти покаранню й захистити принаймні декілька областей в Тюрінгії, Іоганн-Фрідріх підписав у Віттенберзі капітуляцію. За нею титул саксонського курфюрста переходив до Моріца, якого й було проголошено курфюрстом 4 червня 1547 року. Окрім того, великі частини спадкових володінь ернестинської лінії (Віттенберг, Торгау, Айленбург та Грімма) перейшли до альбертинської лінії.
Ландграф Філіп Гессенський добровільно здався в Галлі імператору, зробивши перемогу Карла V повною. Обидва колишніх глави союзу декілька років утримувались під вартою в Нідерландах. Тим самим Шмалькальденський союз припинив своє існування.